# Rolls-Royce Spectre
De Rolls-Royce Spectre is een elektrische tweedeurs luxecoupé ontwikkeld door het Britse automerk Rolls-Royce. Het is het eerste elektrische model van het merk. De Spectre werd voorgesteld in oktober 2022, de eerste exemplaren werden geleverd in de herfst van 2023.

## Technisch
De Spectre is technisch verwant aan de BMW i7. De carrosserie is volledig van aluminium  en heeft portieren die in tegengestelde richting openen. Net als de Phantom Coupé heeft de Spectre geen B-stijl. De kenmerkende grille en het motorkapornament zijn opnieuw ontworpen om de aerodynamica te verbeteren. De grille is voorzien van led-verlichting.
De elektromotoren van de Spectre, 190 kW (260 pk) vooraan en 360 kW (490 pk) achteraan, worden gevoed door een 102 kWh Li-ionbatterij, goed voor een rijbereik van 540 km volgens de WLTP-norm. Bij wisselspanning kan de batterij met 11 kW opgeladen worden, bij gelijkspanning tot 195 kW. De auto kan vanuit stilstand tot 100 km/u accelereren in 4,5 seconden en haalt een topsnelheid die begrensd is tot 250 km/u.
De Spectre beschikt over vierwielbesturing, wat de rijstabiliteit in bochten verhoogt en de draaicirkel verkleint. Het interieur heeft een hemelbekleding met ongeveer 5000 led's, waarvan de structuur is overgenomen in de deurpanelen.

## Fotogalerij

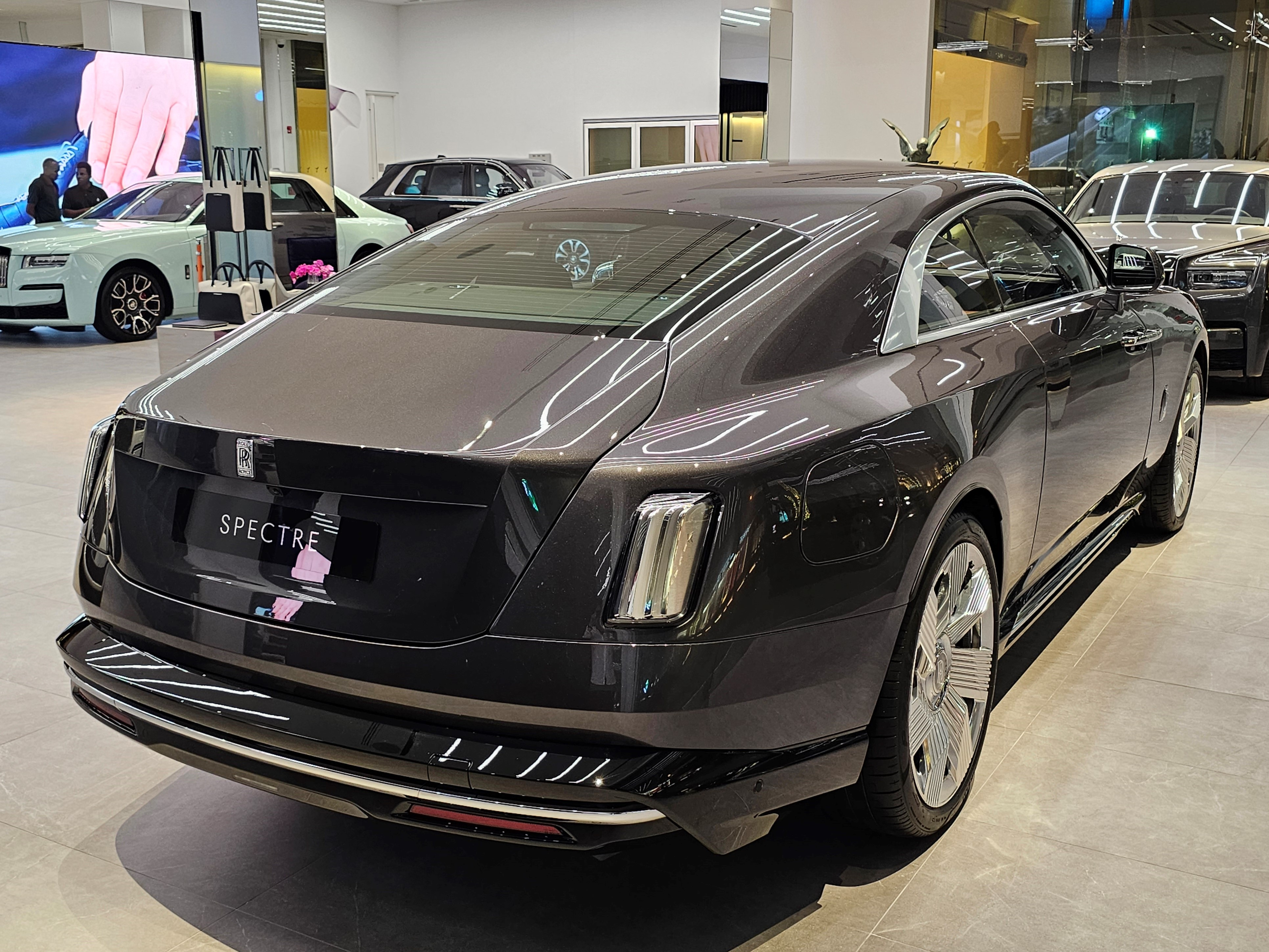
achteraanzicht
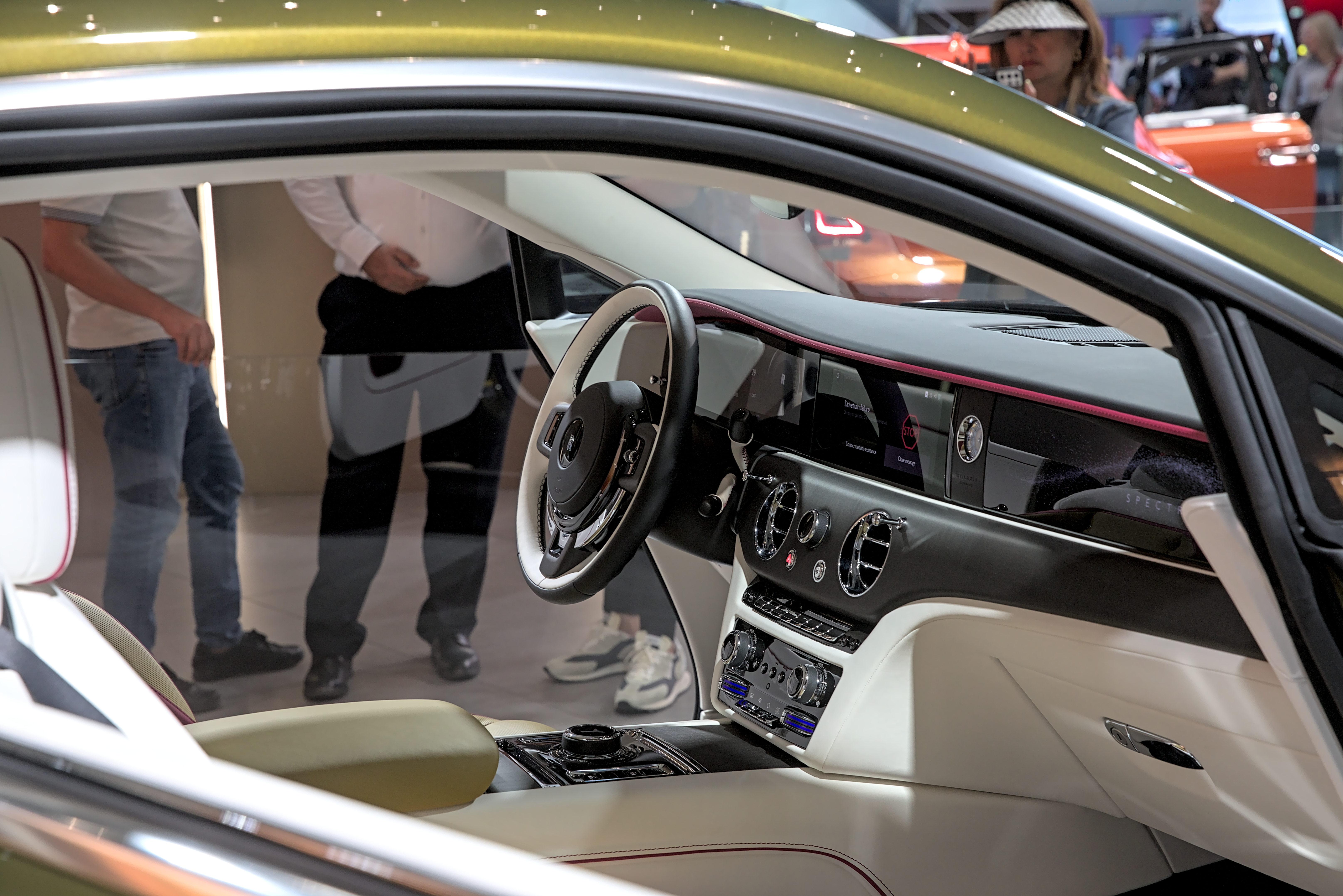
interieur

Huidige modellen:
Ghost ·
Spectre ·
Phantom VIII ·
Cullinan

Recente modellen:
Wraith ·
Dawn ·
Phantom VII · 
Silver Seraph ·
Corniche 2000 ·
Phantom Coupé ·
Phantom Drophead Coupé

Historische modellen na de Tweede Wereldoorlog:
Silver Wraith ·
Silver Dawn ·
Phantom IV ·
Phantom V ·
Phantom VI ·
Silver Cloud ·
Silver Shadow ·
Corniche I-IV ·
Silver Spirit/Silver Spur I-IV ·
Camargue

Historische modellen voor de Tweede Wereldoorlog:
10 HP ·
Silver Ghost ·
20/25/30 HP ·
Phantom I ·
Phantom II ·
Phantom III ·
Wraith

Conceptauto's:
100EX ·
101EX ·
200EX